# Cremastus latifrons
Cremastus latifrons är en stekelart som beskrevs av Dasch 1979. Cremastus latifrons ingår i släktet Cremastus och familjen brokparasitsteklar. Inga underarter finns listade i Catalogue of Life.